# Zagradišče
Zagradišče – wieś w Słowenii, w gminie miejskiej Lublana. W 2018 roku liczyła 81 mieszkańców. 